# استراسیزم

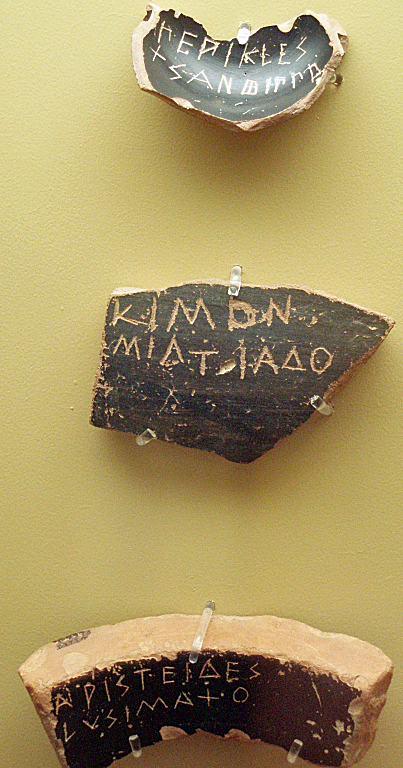
تکه‌هایی از قطعات سفال شکسته که بعنوان برگه اخذ رأی مورد استفاده قرار می‌گرفت. نامزدها سه نفر هستند: پریکلس، سیمون و آریستید که به ترتیب و از بالا به پایین اسامی آنان روی قطعات سفال درج شده‌است

اُسْتراسیزم (به یونانی: έξω-οστρακισμός)، به لحاظ لغوی از کلمه یونانی اُستراکُن مأخوذ گردیده‌است که به معنای صدف، گوش ماهی، یا سفال می‌باشد. مفهوم استراسیزم به یکی از قوانین معروف در یونان باستان اشاره دارد که می‌توان آن را قانون تبعید یا نفی بلد نامید.
در یونان باستان بویژه در پایتخت آن، آتن، در مورد نفی بلد کردن افراد از مردم رای‌گیری به عمل می‌آمد و مردم در هنگام رای دادن در این مورد، رای خود را بر روی صدف یا گوش ماهی یا سفال می‌نوشتند و به صندوق می‌انداختند.
این قانون را آتنی‌ها برای گوشمالی دادن به کسانی وضع کردند که بیش از حد قدرت می‌یافتند و مردم از قدرت بی‌حساب آنها احساس خطر می‌کردند. در صورتی که یکی از افراد مقتدر مورد سوء ظن عامه قرار می‌گرفت، به موجب این قانون به مدت ده سال از شهر نفی بلد می‌شد و اجرای آن منوط به این بود که حداقل شش هزار تن از افراد شهر، در هنگام اخذ رأی شرکت داشته باشند.
این تبعید به خانواده و اموال و نزدیکان آن شخص، آسیبی نمی‌رساند و هیچ‌یک از حقوق مدنی او را به جز حق ماندن در شهر، از او نمی‌گرفتند. علاوه بر آن هر فرد می‌توانست بعد از گذراندن ایام تبعید، دوباره به شهر بازگشته، به کار خود بپردازد. همچنین درصورتیکه قبل از پایان مدت تبعید از جانب مردم، دوباره رأی موافق به بازگشت از تبعید داده می‌شد، فرد می‌توانست دوباره به شهر بازگردد.
این قانون ابتدا در آتن، و سپس در شهرهای مگار و ملطه و افسوس و سیراکوز به مرحله اجرا درمی‌آمد.
رأی گرفتن در مورد نفی بلد یا تبعید اشخاص فقط سالی یک بار صورت می‌گرفت. ابتدا موضوع به اطلاع مردم می‌رسید و روز رأی معین می‌شد. هنگام اخذ رأی نام فرد مورد نظر را بر روی سفال یا صدف‌هایی می‌نوشتند و آنها را به محلی که برای اجتماع عمومی در نظر گرفته شده بود، و به آن آگورا می‌گفتند، می‌بردند. ابتدا مأمورین تعداد مردم را می‌شمردند و اگر تعداد از شش هزار نفر کمتر بود، استراسیزم، صورت عمل به خود نمی‌گرفت.
بعد از اخذ رأی شروع به شمردن آراء می‌کردند و در صورتی که اکثریت با تبعید کسی موافقت کرده بود، آن شخص می‌بایست ظرف ده روز شهر را ترک نماید.
قانون استراسیزم از جمله ابداعات کلیستن بود و بر مبنای همین قانون، آریستید در سال ۴۸۲ قبل از میلاد، تمیستوکل در سال ۴۷۱ قبل از میلاد، سیمون در سال ۴۶۱ قبل از میلاد و هیپربولوس در سال۴۱۷ قبل از میلاد، نفی بلد شدند.
علت پیدایش فکر تدوین این قانون، تجربه‌ای بود که مردم آتن از روی کار آوردن پیزیسترات به دست آورده بودند، زیرا پیزیسترات با تظاهر به طرفداری از حقوق عامه مردم به قدرت رسید، امّا به محض آنکه قدرت خود را تثبیت نمود، بنای استبداد و خودکامگی گذاشت و ضمن تعرض بر قوانین و اصول، از قدرت خود در جهت تضییع حقوق مردم بهره برد.